# Stercorarius antarcticus
El págalo subantártico, salteador pardo o salteador antártico (Stercorarius antarcticus) es un ave marina de la familia Stercorariidae ligada a las islas y territorios más australes. Los maoríes le dan el nombre de Hākoakoa.
Taxonómicamente su posición es complicada, Mientras que algunas fuentes defienden la división de la familia Stercorariidae en dos géneros: Catharacta y Stercorarius, otros defienden un único género.
Esta división de posturas también se encuentra a la hora de determinar sus subespecies. Igualmente hay algunas fuentes que consideran a Catharacta lonnbergi, C. antarctica y C. maccormick especies diferentes; mientras que otras las consideran como distintas subespecies de Stercorarius antarctica (S. a. antarcticus, S. a. hamiltoni y S. a. lonnbergi).